# Vincenzo Pavone
Vincenzo Pavone (Monforte San Giorgio, 2 novembre 1923 – Messina, 1º maggio 2013) è stato un politico italiano.